# Publi Licini Nerva
Publi Licini Nerva (en llatí Publius Licinius Nerva) va ser un magistrat romà del segle ii aC. Formava part de la gens Licínia.
L'any 104 aC va ser pretor i el 103 aC propretor a Sicília, durant la segona guerra servil. Un decret del senat establia que cap persona lliure d'estats aliats a Roma podia ser esclavitzada i s'al·legava que els publicans havien agafat i venut aliats com a esclaus perquè no havien pagat les taxes. Licini Nerva va publicar un decret que cridava a tots els que es podien beneficiar del decret del senat a reunir-se a Siracusa per ser escoltats. S'hi van presentar 800 persones que van ser alliberades. Però després d'això el pretor va ser convençut pels propietaris d'esclaus de no alliberar a cap més en endavant, i quan això es va saber els esclaus es van revoltar i va esclatar la segona guerra servil que va durar quatre anys. Inicialment Publi Nerva va obtenir alguns avantatges en la lluita contra els revoltats, i els romans es van retirar als seus quarters, però els esclaus es van organitzar sota la direcció d'Atenió. L'any 102 aC Luci Licini Lucul·le, pare del famós Luci Licini Lucul·le vencedor de Mitridates, el va succeir en el govern.